# Čepovan
Čepovan este o localitate din comuna Nova Gorica, Slovenia, cu o populație de 365 de locuitori.